# رينيه موري
رينيه موري (بالفرنسية: René Maury)‏ هو مؤرخ واقتصادي وأستاذ جامعي وقانوني وكاتب العمود فرنسي، ولد في 29 يناير 1928 في بيزييه في فرنسا، وتوفي في 21 يناير 2014 في Montferrier-sur-Lez ‏ في فرنسا.